# Георги Гешев
Георги Христов Гешев е български шахматист.
Израства в многочленно семейство - последното, шесто дете в семейството на софийския нотариус Христо Гешев и Райна Манолова (по баща). Брат му Никола Гешев е началник на отделение „А“ на Обществена безопасност за периода 1941 – 1944 г. (по-късно наследена от Държавна сигурност).
Гешев е четирикратен шампион на България (1933, 1934, 1935 и 1936 г.). Участва на неофициалната шахматна олимпиада в Мюнхен през 1936 г., където изиграва 20 партии (3 победи, 4 равенства, 13 загуби).
През 1974 г. неговата сестра Елена Гешева завещава къщата му на Българската федерация по шахмат.

## Участия на шахматни олимпиади
| Година           | Организатор | Отбор    | Класиране (отборно) | Дъска |
| 1936 неофициална | Мюнхен      | България | 21                  | Първа |